# ادمیلسون دی کاروالیو
ادمیلسون دی کاروالیو (انگلیسی: Edmilson de Carvalho؛ زادهٔ ۵ مهٔ ۱۹۷۹) بازیکن فوتبال اهل برزیل است.